# Fênix (Paraná)
Fênix é um município brasileiro do estado do Paraná.

## História

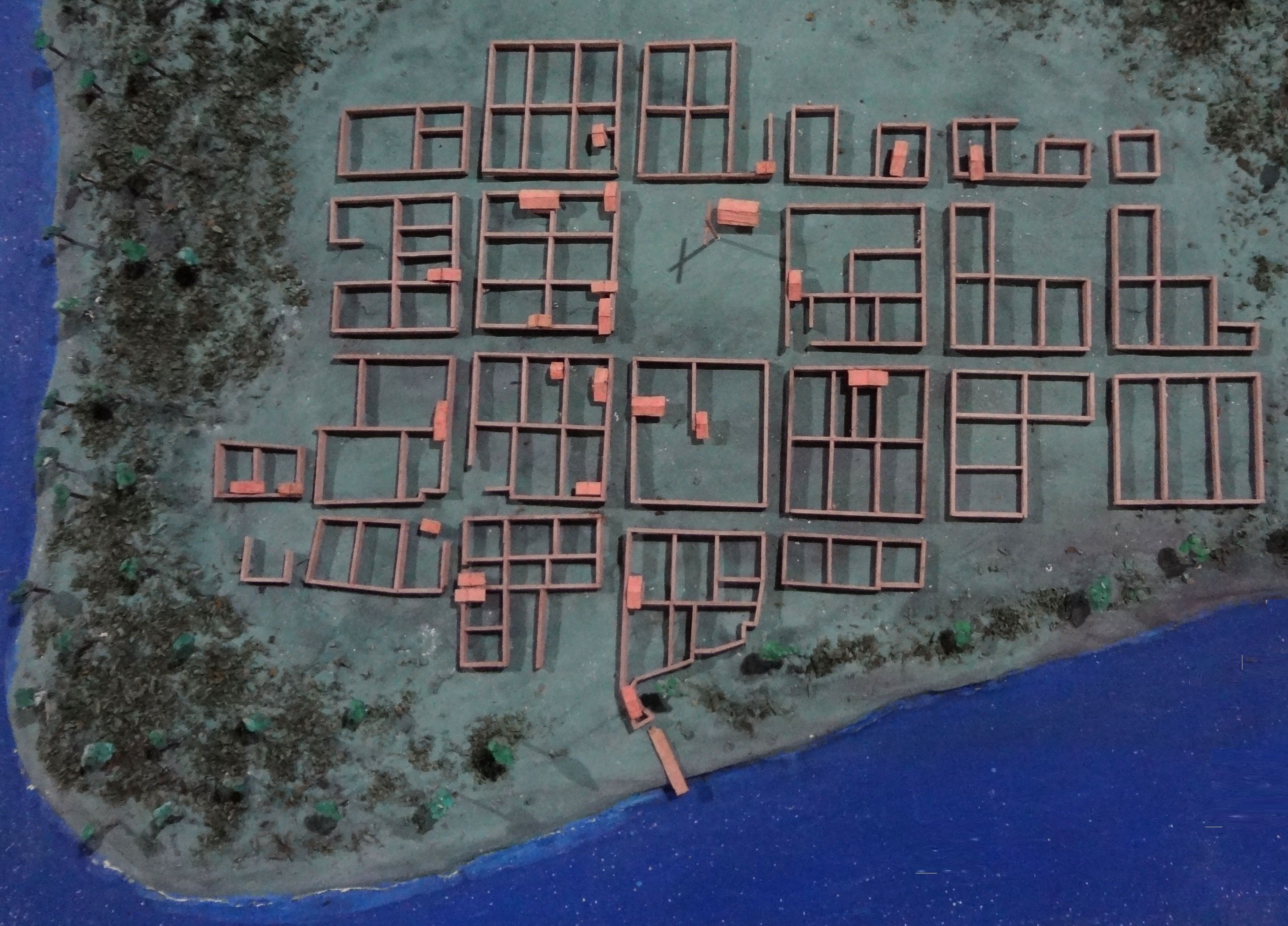
Maquete da Villa Rica del Spírictu Santo, fundada pelos espanhóis em 1570, no Parque Estadual de Vila Rica do Espírito Santo, em Fênix, no Paraná.

Em 1942, a região onde se encontra o município de Fênix já possuía alguns sítios e fazendas com produção cafeeira e lavoura de hortelã.
Em 1949, o engenheiro Joaquim Vicente de Castro, que possuía as terras recebidas do Estado como forma de pagamento pela construção de estradas de ferro, elaborou um projeto de colonização e formação de uma cidade à qual denominou Fênix. A boa localização aliada à qualidade das terras propiciou um acelerado desenvolvimento.
Criado através da Lei Estadual nº 4245 de 25 de julho de 1960, foi desmembrado de Campo Mourão.

## Geografia
Possui uma área é de 234,098 km² representando 0,1175 % do estado, 0,0415 % da região e 0,0028 % de todo o território brasileiro. Localiza-se a uma latitude 23°54'57" sul e a uma longitude 51°58'44" oeste, estando a uma altitude de 365 metros. Sua população, conforme estimativas do IBGE de 2018, era de 4 777 habitantes.

### Demografia
Dados do Censo - 2000
População total: 4.942
- Urbana: 3.836
- Rural: 1.106
- Homens: 2.453
- Mulheres: 2.489

Índice de Desenvolvimento Humano Municipal (IDH-M): 0,736
- IDH-Renda: 0,633
- IDH-Longevidade: 0,751
- IDH-Educação: 0,824

### Hidrografia
- Rio Arurau ou "Arurão";
- Rio Ivai;
- Rio Corumbataí;
- Rio do Dez.

## Turismo
Em Fênix está localizado o Parque Estadual de Vila Rica do Espírito Santo que contém as ruínas de Vila Rica tombadas pelo Patrimônio Histórico em 1948, além de um museu, administrado pela Museu Paranaense.

## Administração
- Prefeito: Euripedes Molina Tasca Júnior - PSD
- (2025/2028)
- Vice-prefeito: Cilso Benedito Estefani - PP
- Presidente da Câmara: Joaquim Rodrigues Novo - PP
- VEREADORES:
- Celso Adriano Andrade Cerqueira - PSD
- Emerson Luiz Baia - PP
- João César Dias Batista - PSD
- João Vitor de Oliveira  Pinha - Solidariedade
- José Roberto de Sales - PP
- Lucas Silva Baia - Solidariedade
- Marcos Roberto dos Santos - PSD
- Tiago Chagas de Souza - PP